# Aquilegia elegantula
Aquilegia elegantula là một loài thực vật có hoa trong họ Mao lương. Loài này được Greene mô tả khoa học đầu tiên năm 1899.

## Hình ảnh

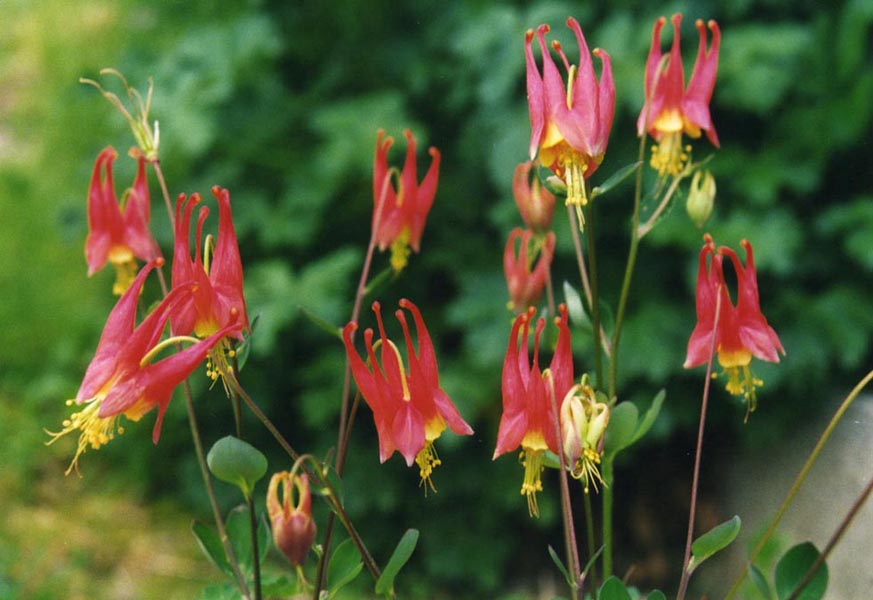